# Jiddas flaggstång
Jiddas flaggstång (arabiska: سارية العلم بجدة, Sariyat al-alam bi-Jidda) är en 171 meter hög flaggstång i Jidda i Saudiarabien, som var världens högsta fristående flaggstång från 2014 till 2021 då den förlorade titeln till en flaggstång i Kairo i Egypten.
Flaggstången är av stål och väger 500 ton. Den tog 12 månader att bygga och invigdes på Saudiarbiens nationaldag den 23 september 2014 med hissning av Saudiarabiens flagga. Flaggan är 49,5 meter lång och 33 meter bred och väger 570 kg och halas automatiskt när vindstyrkan blir för hög.
Masten har en diameter på 4,1 m vid basen och 2 m högst upp och är försedd med dämpning samt utrustning för mätning av vindstyrka, fuktighet och regnmängd.